# بیشاپ اوکلند
latitudeبیشاپ اوکلندlongitudeبیشاپ اوکلند
بیشاپ آوکلند (به انگلیسی: Bishop Auckland) یک شهرک در بریتانیا است که در کانتی دورهام واقع شده‌است.

## خصوصیات
بیشاپ آوکلند ۲۴٬۳۹۲ نفر جمعیت دارد.